# 12682 Kawada
12682 Kawada este un asteroid din centura principală de asteroizi.

## Descriere
12682 Kawada este un asteroid din centura principală de asteroizi. A fost descoperit pe 14 noiembrie 1982 la Kiso de Hiroki Kosai și Kiichiro Hurukawa. Asteroidul prezintă o orbită caracterizată de o semiaxă mare de 2,60 ua, o excentricitate de 0,27 și o înclinație de 5,9° în raport cu ecliptica.